# Кончаковский сельский округ
Кончаковский сельский округ — упразднённая административно-территориальная единица, существовавшая на территории Луховицкого района Московской области в 1994—2006 годах.
Кончаковский сельсовет был образован в первые годы советской власти. До 1929 года он входил в состав Зарайского уезда Рязанской губернии.
В 1929 году Кончаковский с/с был отнесён к Луховицкому району Коломенского округа Московской области.
8 января 1931 года Луховицкий и Белоомутский районы объединились в Горкинский район, куда вошёл и Кончаковский с/с.
11 мая 1931 года Горкинский район был переименован в Луховицкий район.
14 июня 1954 года к Кончаковскому с/с были присоединены Плешковский и Рудневский с/с.
22 июня 1954 года из Кончаковского с/с в Гавриловский были переданы селения Ивановское и Любаво.
31 июля 1959 года к Кончаковскому с/с были присоединены селения Камнево, Новокошелево, Протасово и Старокошелево упразднённого Врачовского с/с. Одновременно из Кончаковского с/с в новообразованный Астаповский с/с были переданы селения Зекзюлино, Клементьево и Плешки.
1 февраля 1963 года Луховицкий район был упразднён и Кончаковский с/с вошёл в Коломенский сельский район. 11 января 1965 года Кончаковский с/с был возвращён в восстановленный Луховицкий район.
30 мая 1978 года в Кончаковском с/с было упразднено селение Подберезники.
23 июня 1988 года в Кончаковском с/с была упразднена деревня Камнево.
3 февраля 1994 года Кончаковский с/с был преобразован в Кончаковский сельский округ.
В ходе муниципальной реформы 2004—2005 годов Кончаковский сельский округ прекратил своё существование как муниципальная единица. При этом его селения были переданы в Сельское поселение Газопроводское.
29 ноября 2006 года Кончаковский сельский округ исключён из учётных данных административно-территориальных и территориальных единиц Московской области.